# ТЕС Аба
ТЕС Аба — теплова електростанція на південному сході в Нігерії у штаті Абія.
Проєкт, що мав за мету покращити енергозабезпечення промислової зони міста Аба (пів сотні кілометрів на північний схід від Порт-Гаркорт), включав газотурбінну станцію, 110 км мереж напругою 33 та 11 кВ, чотири нові підстанції та 27 км трубопроводу, яким повинне постачатись паливо з газозбірного пункту компанії Shell. Основне обладнання ТЕС складається з трьох газових турбін компанії General Electric типу LM6000-PD з одиничною потужністю 47 МВт.
Станція досягла будівельної готовності у 2013-му, проте протягом кількох наступних років не могла бути введена в експлуатацію через суперечки щодо отримання ліцензії.
Загальні інвестиції в проєкт становлять понад 0,5 млрд доларів США.